# C/1941 B2 (de Kock-Paraskevopoulos)
Kometa de Kocka-Paraskevopoulosa (C/1941 B2) – kometa, którą po raz pierwszy zaobserwowano 15 stycznia 1941 roku (Reginald Purdon de Kock) oraz 23 stycznia 1941 roku (John Stefanos Paraskevopoulos). W nazwie znajdują się oba nazwiska odkrywców.

## Orbita
Orbita komety C/1941 B2 ma kształt bardzo wydłużonej elipsy o mimośrodzie 0,999. Jej peryhelium znajduje się w odległości 0,79 j.a. od Słońca i kometa przeszła przez nie 27 stycznia 1941 roku. Nachylenie orbity względem ekliptyki to wartość 168,2˚.